# Craig Levein
Craig William Levein (Dunfermline, 22 oktober 1964) is een voormalig Schots voetballer en ex-bondscoach. Levein maakte deel uit van het Schotse team dat deelnam aan het WK 1990 in Italië. Hij was van 2010 tot 2013 bondscoach van het Schots voetbalelftal. Levein werd in november 2012 ontslagen en vervangen door een andere oud-international, Gordon Strachan.

## Erelijst

### Speler
- Scottish Cup runner-up 1985-186
- Scottish PFA Young Player of the Year (1985, 1986)

### Trainer-coach
- Schotse manager van de maand (december 2001, april 2003, november 2006, maart 2007, oktober 2007, november 2009)
- Scottish League Cup runner-up (2007-2008)